# ندین کسلر
ندین کسلر (انگلیسی: Nadine Keßler؛ زادهٔ ۴ آوریل ۱۹۸۸) یک بازیکن فوتبال اهل آلمان است که در تیم ملی فوتبال آلمان بازی کرده‌است. او بهترین بازیکن جهان در سال ۲۰۱۴ بود.